# درد رشد
درد رشد درد پرتکراری است که در کودکان میان سنین ۳ تا ۱۴ سال، گاهی ۱۶ سال دیده می‌شود. این درد معمولاً در شب در ماهیچه‌های هر دو پا، پشت ساق پا و ران پدیدار می‌شود و در بیشتر موارد هنگام صبح خود به خود ناپدید می‌شود. این درد معمولاً در ماهیچه‌ها است تا مفاصل و مقدار آن می‌تواند از کم تا شدید باشد. درد رشد در بازوها کمتر دیده شده است. از آنجایی که این درد بیشتر در شب ایجاد می‌شود بچه‌ها را از خواب بیدار می‌کند. و حدود ۳۰ دقیقه تا دو ساعت درد ادامه دارد. این درد معمولاً یک تا دو بار در هفته به سراغ بچه‌ها می‌آید.
با بزرگ شدن کودک این درد از بین می‌رود و در رشد کودک تأثیری ندارد همچنین در راه رفتن کودک نیز تأثیری ندارد.